# Museo Tazio Nuvolari e Learco Guerra
Il museo Tazio Nuvolari e Learco Guerra è un museo situato a Mantova, ospitato nella ex chiesa del Carmelino.

## Descrizione
Il museo, aperto nel 1985 e gestito dall'Automobile Club Mantova, è dedicato a due noti sportivi mantovani del passato:
- Tazio Nuvolari (1892-1953), universalmente riconosciuto come uno dei più grandi piloti della storia dell'automobilismo mondiale;[1]
- Learco Guerra (1902-1963), corridore ciclista su strada, campione mondiale nel 1931.[2]

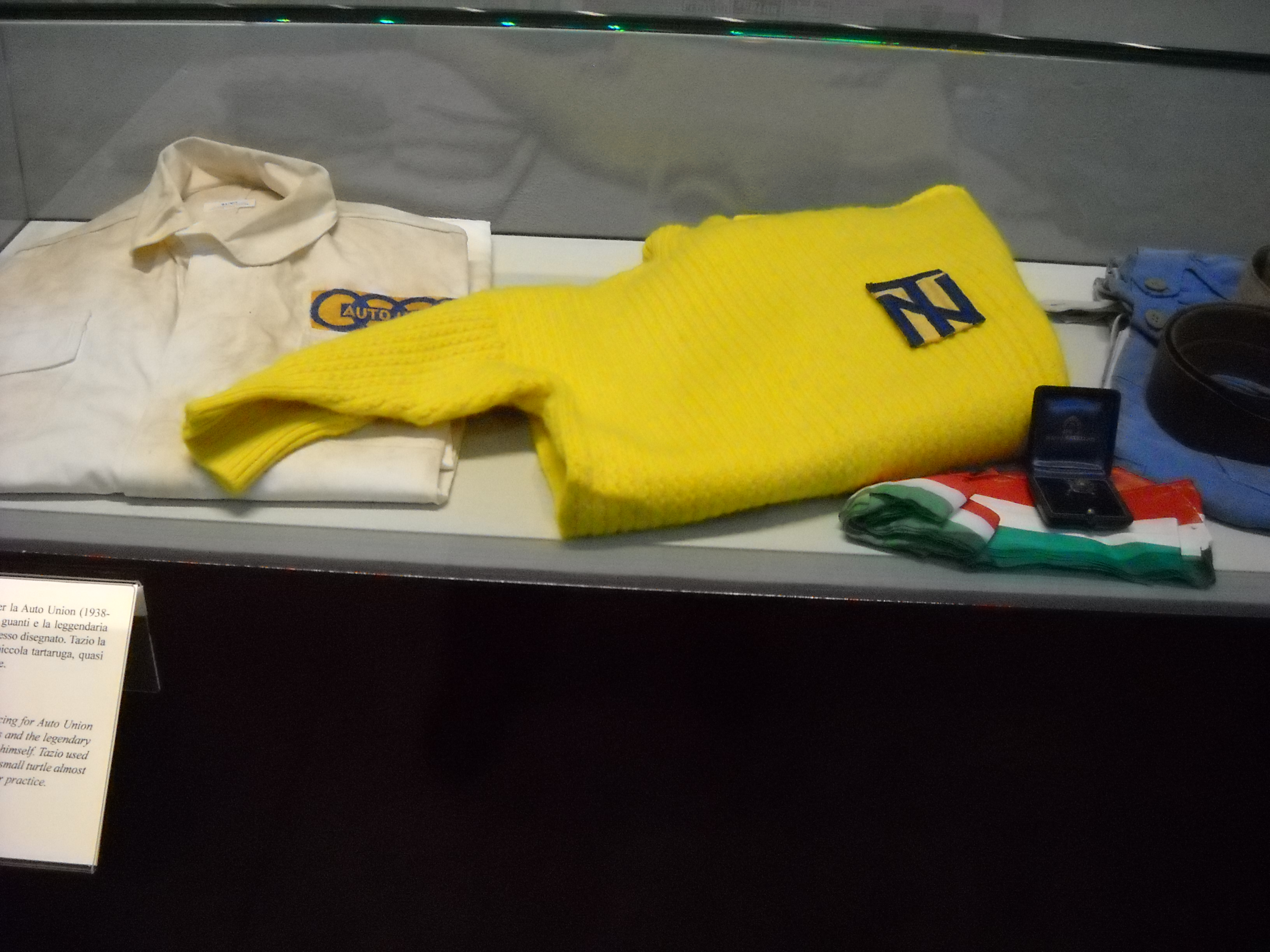
Abbigliamento di Tazio Nuvolari in una teca.

Nel museo sono custoditi coppe, trofei, medaglie, onorificenze, lettere, fotografie, manifesti, quotidiani e riviste d'epoca.